# Мотидзуки, Сатору
Сатору Мотидзуки (яп. 望月 聡 Мотидзуки Сатору, род. 18 мая 1964, Оцу) — японский футболист.

## Карьера
На протяжении своей футбольной карьеры выступал за клубы «Ниппон Кокан», «Урава Ред Даймондс», «Киото Пёрпл Санга».

## Национальная сборная
С 1988 по 1989 год сыграл за национальную сборную Японии 7 матчей.

## Статистика за сборную
| Сборная Японии | Сборная Японии | Сборная Японии |
| Год            | Матчи          | Голы           |
| -------------- | -------------- | -------------- |
| 1988           | 3              | 0              |
| 1989           | 4              | 0              |
| Итого          | 7              | 0              |